# Doença por coronavírus
Uma doença por coronavírus, síndrome respiratória por coronavírus, pneumonia por coronavírus, gripe por coronavírus é qualquer doença causada por vírus do grupo dos coronavírus. Pode ser referente a:
- Síndrome respiratória aguda grave (SARS) – uma doença causada pelo vírus SARS-CoV, cuja primeira ocorrência foi durante um surto de 2002–2004
- Síndrome respiratória do Médio Oriente (MERS) – uma doença causada pelo vírus MERS-CoV, cuja primeira ocorrência foi durante um surto em 2012–2014, e desde então recorrente
- COVID-19 (doença por coronavírus de 2019) – uma doença causada pelo vírus SARS-CoV-2, cuja primeira ocorrência foi durante um surto em 2019–2020